# Ејмју
Ејмју (фр. Eymeux) насеље је и општина у Француској у региону Родан-Алпи, у департману Дром која припада префектури Валанс.
По подацима из 2011. године у општини је живело 1047 становника, а густина насељености је износила 105,97 становника/km². Општина се простире на површини од 9,88 km². Налази се на средњој надморској висини од 192 метара (максималној 214 m, а минималној 140 m).

## Демографија
| 1962. | 1968. | 1975. | 1982. | 1990. | 1999. | 2011. |
| ----- | ----- | ----- | ----- | ----- | ----- | ----- |
| 412   | 426   | 411   | 475   | 510   | 573   | 1.047 |

График промене броја становника у току последњих година